# Liste der Wappen im Märkischen Kreis
Diese Liste beinhaltet alle in der Wikipedia gelisteten Wappen des Märkischen Kreises in Nordrhein-Westfalen, inklusive historischer Wappen. Alle Städte, Gemeinden und Kreise in Nordrhein-Westfalen führen ein Wappen. Sie sind über die Navigationsleiste am Ende der Seite erreichbar.

## Märkischer Kreis

Wappen des Märkischen Kreises[1]
Der Märkische Kreis in Nordrhein-Westfalen

## Wappen der Städte und Gemeinden

Stadt Altena[2]
Stadt Balve[3]
Stadt Halver[4]
Stadt Hemer[5]
Gemeinde Herscheid[6]
Stadt Iserlohn[7]
Stadt Kierspe[8]
Kreisstadt Lüdenscheid[9]
Stadt Meinerzhagen[10]
Stadt Menden (Sauerland)[11]
Gemeinde Nachrodt-Wiblingwerde[12]
Stadt Neuenrade[13]
Stadt Plettenberg[14]
Gemeinde Schalksmühle[15]
Stadt Werdohl[16]

## Ehemalige Kreiswappen

Landkreis Altena[17]
Kreis Iserlohn[18]
Kreis Arnsberg[19]

## Wappen der ehemaligen Ämter

Amt Balve[20]
Amt Halver[21]
Amt Hemer[22]
Amt Kierspe[23]
Amt Menden[24]
Amt Lüdenscheid[25]
Amt Meinerzhagen[26]
Amt Menden[27]
Amt Plettenberg[28]

## Wappen ehemals selbständiger Gemeinden

### Ortsteile der Stadt Altena

Evingsen
Lüdenscheid-Land

### Ortsteile der Stadt Balve

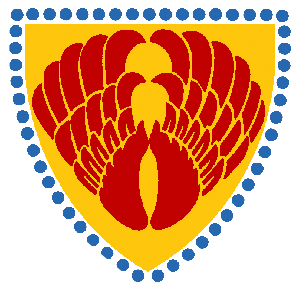
Beckum (Balve)
Eisborn
Garbeck
Mellen
Langenholthausen
Volkringhausen

### Ortsteile der Stadt Hemer

Stadtwappen ab 1935[29]
Becke[30]
Deilinghofen[31]
Frönsberg[32]
Ihmert[33]

### Ortsteile der Stadt Iserlohn

Hennen
Kesbern
Letmathe
Sümmern

- Hennen[34]
- Kesbern[35]
- Letmathe[36]
- Sümmern[37]

### Ortsteile der Stadt Kierspe

Rönsahl

- Rönsahl[38]

### Ortsteile der Stadt Lüdenscheid

Lüdenscheid-Land[39]

### Ortsteile der Stadt Meinerzhagen

Valbert[40]
Meinerzhagen, altes Wappen[41]

### Ortsteile der Stadt Menden (Sauerland)

Bösperde
Halingen
Lendringsen
Oesbern
Schwitten
Sümmern (Ostsümmern)[42]

### Ortsteile der Stadt Neuenrade

Affeln

### Ortsteile der Gemeinde Schalksmühle

Schalksmühle, altes Wappen
Hülscheid

### Ortsteile der Stadt Plettenberg

Plettenberg-Land[43]

## Blasonierungenund Anmerkungen
1. ↑  Märkischer Kreis: „Durch einen dreireihig rot-weiß (-silbern) geschachten Balken geteilt, oben in Gelb (Gold) wachsend ein schwarzer rotbewehrter Löwe, unten in Weiß (Silber) ein durchgehendes schwarzes Kreuz.“
 (§ 2 Artikel 2 der Hauptsatzung des Märkischen Kreises, Wappenentwurf von Waldemar Mallek, vom Kreistag des Märkischen Kreises am 4. März 1976 beschlossen und durch Urkunde des Regierungspräsidenten in Arnsberg vom 6. Mai 1976 genehmigt.)
2. ↑  Altena: In goldenem Felde der märkische, in drei Reihen von rot und silber geschachten Querbalken, über dem Querbalken wachend die Heilige Katharina von Alexandria in rotem Kleid und blauem Mantel, auf dem Kopfe die Grafenkrone, in der rechten Hand ein silbernes Schwert und in der linken Hand das hölzerne Richtrad mit silbernen sichelförmig gekrümmten Spitzen haltend.
3. ↑  Balve: „Gespalten von Silber (Weiß) und Blau, vorn ein halbes schwarzes durchgehendes Kreuz, hinten ein halber silberner golden (gelb) bewehrter Adler.“
4. ↑  Halver: „Auf einem in drei Zeilen auf silber und rot geschachtem Balken Tisch und Femlinde auf goldenem (gelben) Grund.“
5. ↑  Hemer: „Gespalten, vorn in Gelb (Gold) ein dreireihig rot-weißer (silberner) geschachter Balken, hinten in Schwarz drei (2:1) gelbe (goldene) Wolfsangeln.“
6. ↑  Herscheid: In Gold den von Rot und Silber in drei Zeilen geschachten Balken des Grafen von der Mark, aus dem ein wachsender roter Hirsch aufsteigt
7. ↑  Eine im gelben Feld mit zwei roten, blaubedachten Türmen ausgestattete und mit drei rotsilbern geschachten Querbalken belegte Mauer, aus der zwischen den Türmen der Heilige Pankratius im roten Mantel, in der Rechten ein Schwert haltend, emporwächst.
8. ↑  Kierspe: Ein durch den rotsilbernen Schachbalken der Grafen von der Mark geteilter Schild von Gold und Silber, oben ein nach rechts schreitender schwarzer Rabe (Rauk), unten der blau bewehrte rote Löwe der Herzöge von Berg.
9. ↑  Lüdenscheid: In Gold (Gelb) über einer roten Zinnenmauer mit offenem Tor ein zweireihig siebzehnmal von Silber (Weiß) und Rot geschachter Balken, darüber wachsend der Bischof Medardus in rotem Ornat mit roter Mitra, silbernem Bischofsstab, in der linken Hand ein geschlossenes rotes Buch mit goldenem Kreuz und Goldschnitt haltend.
10. ↑  Meinerzhagen: Geteilt, im größeren oberen Feld in Gelb (Gold) wachsender roter, weiß(silber-) bewehrter Löwe über blauem Andreaskreuz, unten rotweißer (-silberner) Schachbalken, belegt mit gelbem (goldenem) Jagdhorn.
11. ↑  Menden: In schwarz einen weißen (silbernen) gezinnten Torturm mit beiderseits angebauten Erkern, im Torbogen ein gelbes (goldenes) Fallgitter, davor eine weiße (silberne) Zugbrücke.
12. ↑  Nachrodt-Wiblingwerde: In Gold den märkischen Würfelbalken in Silber und Rot, die Rose des Kirchspiels Wiblingwerde und ein blaues Wellenband.
13. ↑  Neuenrade: „Von Gelb und Weiß durch einen dreireihig rot-weiß geschachten Balken geteilt; oben die wachsende rot gekleidete, gelb gekrönte Gottesmutter mit blauem Mantel, auf dem rechten Arm das Jesuskind, beide weiß nimbiert; unten ein durchgehendes schwarzes Kreuz.“
14. ↑  Plettenberg: Von Gelb und Weiß durch einen dreireihig rot-weiß geschachten Balken geteilt; oben die wachsende rot gekleidete, gelb gekrönte Gottesmutter mit blauem Mantel, auf dem rechten Arm das Jesuskind, beide weiß nimbiert; unten ein durchgehendes schwarzes Kreuz.
15. ↑  Schalksmühle: Auf goldenem Grund einen dreireihig in je neun Feldern von Rot zu Silber geschachten Balken, darüber wachsend ein halbes schwarzes Schaufelrad, darunter drei zu einem Strauß zusammengestellte grüne Stechpalmenblätter (Ilex).
16. ↑  Werdohl: Im weiß und schwarz gespaltenen Schilde eine bis zum Schildrande aufsteigende eingebogene goldene Spitze, oben rechts eine rote Rose mit grünen Blättern, links eine senkrecht gestellte silberne Kette mit 3 runden Ringen, bei denen der obere und untere Ring offen sind; die Spitze überquert von dem in drei Reihen von Silber und Rot geschachteten Balken der Grafen von der Mark.
17. ↑  Landkreis Altena: „In Gold (Gelb) aus einem gesenkten, in drei Reihen von Rot und Silber (Weiß) geschachten Balken wachsend ein schwarzer rotbewehrter Löwe.“
18. ↑  Kreis Iserlohn: „Geteilt und unten zweimal gespalten; oben in Rot ein wachsendes silbernes (weißes) Ross; unten vorne in Silber (Weiß) ein durchgehendes schwarzes Kreuz, in der Mitte in Gold (Gelb) ein in drei Reihen von Rot und Silber (Weiß) geschachter Balken, hinten in Silber (Weiß) ein doppelschwänziger, blau gekrönter und bewehrter roter Löwe.“
19. ↑  Kreis Arnsberg: „n Rot ein silberner (weißer), rechtsschauender Adler mit eingelegtem silbernen (weißen) Herzschild, belegt mit einem durchgehenden schwarzen Kreuz.“
20. ↑  Amt Balve: „Geteilt und unten gespalten, oben wachsend in Silber der Heilige Petrus im roten Gewand mit goldenem Schlüssel in der Rechten und goldenem Buch in der Linken; unten von Silber und Blau gespalten, vorn am Spalt ein halbes schwarzes Kreuz, hinten ein halber silberner goldbewehrter Adler.“
21. ↑  Amt Halver: „In Gold (Gelb) ein in drei Reihen von Rot und Silber (Weiß) geschachter Balken; im Schildhaupt ein das ganze Feld bedeckender grüner Lindenzweig, im Schildfuß aus dem unteren Schildrand wachsend ein halbes schwarzes Schaufelrad.“
22. ↑  Amt Hemer: „Gespalten, vorn in Gelb (Gold) ein dreireihig rot-weißer (silberner) geschachter Balken, hinten in Schwarz drei (2:1) gelbe (goldene) Wolfsangeln.“
23. ↑  Amt Kierspe: „Ein durch den rotsilbernen Schachbalken der Grafen von der Mark geteilter Schild von Gold und Silber, oben ein nach rechts schreitender schwarzer Rabe (Rauk), unten der blau bewehrte rote Löwe der Herzöge von Berg.“
24. ↑  Amt Menden: In Rot ein silbernes gestürztes Kuheisen.
25. ↑  Amt Lüdenscheid: „Geteilt durch einen in drei Reihen von Rot und Silber (Weiß) geschachten Balken; oben in Schwarz eine waagerechte dreigliedrige silberne (weiße) Kette, deren äußere Glieder offen sind; unten in Gold (Gelb) ein dreiblättriger grüner Stechpalmenzweig. “
26. ↑  Amt Meinerzhagen: „Das Wappen des ehemaligen Amtes Meinerzhagen zeigt im silbernen (weißem) Schild; geteilt durch einen dreireihig achtmal von Rot und Silber (Weiß) geschachten Balken, oben einen wachsenden roten, blaubewehrten und -bezungten Löwe und im Schildfuß ein schwarzes durchgehendes Kreuz.“
27. ↑  Amt Menden: In Rot ein silbernes gestürztes Kuheisen.
28. ↑  Amt Plettenberg: „Gespalten von Gold (Gelb) und Blau; belegt mit einem in drei Reihen von Rot und Silber (Weiß) geschachten Balken, im Obereck eine rote Muschel. “
29. ↑  Hemer 1935:In einem schwarzen, von einem dreireihig rot-silbern geschachten Rande umzogenen Schild drei (2:1) goldene Wolfsangeln.
30. ↑  Becke: „Im Wellenschnitt geteilt von Silber (Weiß) und Blau; oben wachsend aus der Teilungslinie eine grüne Buche, unten drei 2:1 gestellte goldene (gelbe) Wolfsangeln.“
31. ↑  Deilinghofen: „Dreifach von Silber (Weiß) und Rot schräggeteilt; drei 2:1 gestellte schwarze Wolfsangeln.“
32. ↑  Frönsberg: „In Silber (Weiß) unter schwarzem Schildhaupt, belegt mit drei balkenweise goldenen (gelben) Wolfsangeln, ein rotes Dreiblatt mit goldenem (gelbem) Butzen.“
33. ↑  Ihmert: „In Schwarz unter goldenem (gelbem) Schildhaupt, belegt mit einem mit schwarzen Löchern versehenen liegenden roten Zieheisen, drei 2:1 gestellte goldene (gelbe) Wolfsangeln.“
34. ↑  Hennen: In Rot drei (2:1) mit je drei Zinnen gekrönte silberne Türme.
35. ↑  Kesbern: Schild von Schwarz und Silber geteilt; oben nebeneinander zwei silberne Pflugschare, unten auf schwarzem Dreiberg drei (1:2) goldene Wolfsangeln.
36. ↑  Letmathe: In silbernem, mit Hermelin belegten Schilde ein dreireihig rot-gold geschachter Balken, darüber wachsend ein roter Löwe
37. ↑  Sümmern: In Rot ein goldener Balken, darüber drei balkenweise gestellte silberne Rosen, darunter ein silbernes gestürztes Faßeisen.
38. ↑  Rönsahl: Geteilt von Gold (Gelb) und Silber (Weiß) durch einen erniedrigten dreireihigen von Rot und Silber (Weiß) geschachten Balken, wachsend die Halbfigur eines hl. Bischofs in blauem Ornat, silbernem (weißem) Nimbus, Pallium und Ärmeln; in der Rechten einen aufrechten (weißen) silbernen Schlüssel, in der Linken ein rotes, golden (gelb) verziertes Buch haltend.
39. ↑  Lüdenscheid-Land: Geteilt durch einen in drei Reihen von Rot und Silber (Weiß) geschachten Balken; oben in Schwarz eine waagerechte dreigliedrige silberne (weiße) Kette, deren äußere Glieder offen sind; unten in Grün drei silberne (weiße) Wellenleisten.
40. ↑  Valbert: Geteilt in Gold (Gelb) und Silber (Weiß); oben ein wachsender grüngekleideter bärtiger Jäger mit grünen Hut und Bürstel, in der rechten ein silbernes (weißes) Jagdhorn; unten über einem schwarzen durchgehenden Kreuz im Schildfuß ein dreireihig achtmal von Rot und Silber (Weiß) geschachter Balken.
41. ↑  Meinerzhagen 1911-1975: Über grünem Schildfuß gespalten vorn in Gold (Gelb) die golden (gelb) gekrönte und silbern (weiß) nimbierte Muttergottes auf einem silbernen (weißen) Thronsessel sitzend mit rotem Untergewand und blauem Mantel, das gleichfalls golden (gelb) gekrönte silbern (weiß) nimbierte Jesuskind im linken Arm, ein silbernes (weißes) Lilienzepter in der rechten Hand haltend; hinten in Blau eine rot bedachte silberne (weiße) Toranlage mit drei silbernen (weißen) gleichfalls rot bedachten Türmen; darüber schwebend eine goldene (gelbe) gebildete Sonne zwischen zwei silbernen (weißen) sechszackigen Sternen.
42. ↑  Sümmern: In Rot ein goldener Balken, darüber drei balkenweise gestellte silberne Rosen, darunter ein silbernes gestürztes Faßeisen
43. ↑  Plettenberg-Land: Gespalten von Gold (Gelb) und Blau; belegt mit einem in drei Reihen von Rot und Silber (Weiß) geschachten Balken.